# Фудзімі (Сайтама)

35°51′24″ пн. ш. 139°32′57″ сх. д. / 35.85667° пн. ш. 139.54917° сх. д.
Фудзі́мі (яп. 富士見市, ふじみし, МФА: [ɸud͡ʑimʲi ɕi̥]) — місто в Японії, в префектурі Сайтама.

## Короткі відомості
Розташоване в південній частині префектури, на західному березі річки Ара. Виникло на місці декількох сіл раннього нового часу. Основою економіки є сільське господарство, рисівництво, харчова промисловість, машинобудування. Станом на 1 жовтня 2008 площа міста становила 19,70 км². Станом на 1 січня 2009 населення міста становило 105 557 осіб.